# San Vicente de Cañete

A cidade peruana de San Vicente de Cañete é a capital da Província de Cañete, situada no Departamento de Lima, pertencente a Região de Lima, na zona central do Peru, localizado às margens do rio Cañete, 144 quilômetros ao sul de Lima. Tem uma população estimada de 85 533 habitantes para o ano de 2015. Seu lema é "Cañete vale abençoado e produtivo", também conhecido como "Berço e Capital Nacional da Arte Negra".

## Cultura

### História
Cañete, antigamente chamado de Guarco, integrou um curacazgo (região liderada por um curaca) encabeçado pelo Chuqui Manco, que resistiu por mais de quatro anos ao cerco das tropas incas. Os restos da fortaleza de Ungará, palco da batalha final, estão localizados nas proximidades do distrito Imperial. Então, em 30 de agosto de 1556, o vice-rei espanhol Andrés Hurtado de Mendoza, nesta aldeia de Guarco, por ordem do rei da Espanha, Carlos V.
Durante a colônia, havia inúmeras fazendas que traziam escravos africanos para trabalhar nas plantações; Quando a escravidão foi abolida em 1854, eles foram substituídos pelos chineses, que construíram uma casa que hoje é conhecida como Casa de la Colonia China e que está localizada no distrito de San Luis. Em Cañete há também um templo japonês, único no Peru, chamado Jionji construído nos anos 1970, e que é o centro das peregrinações anuais. Jionji foi inicialmente fundada em 1907, sob o nome Nasenji dentro da propriedade de Santa Bárbara de Cañete.

### Turismo
Cañete tem diferentes locais para turismo, além dos já mencionados vestígios da cultura chinesa e japonesa. Aqui podemos encontrar o Santuario Madre del Amor Hermoso (que antigamente ficava em um eremitério ao lado da estrada para Lunahuaná), um lugar que tem uma imagem da Virgem esculpida em madeira e vestida com um traje típico da região. Todos os anos, durante a Semana Santa, é realizada a "Pasión de Cañete", peça que representa a Via Sacra e a Paixão de Cristo.
Nos arredores é possível encontrar algumas antigas casas de fazenda, como a antiga fazenda "Goméz", hoje chamada Castillo Unanue, construída por José Unanue e Cuba (filho do herói José Hipólito Unanue y Pavón) em 1843; a Casa Hacienda Arona, onde Unanue viveu durante seus últimos anos até sua morte; a Casa Hacienda Montalván, onde o herói chileno Bernardo O'Higgins viveu quase até sua morte; a Fazenda Hualcará, reconhecida pelo seu gado selvagem, foi o local de nascimento do jogador Lolo Fernández; a Hacienda La Quebrada, famosa pela devoção que professa a Santa Efigênia, padroeira da arte negra peruana.
Cañete também é conhecida por sua boa produção de produtos vitivinícolas, como pisco, vinho e cachina.
A última semana de agosto é comemorada a Semana do Turismo e faz de Cañete a principal atração do garoto do Sul, tendo como evento principal, o Festival de Arte Negra.

### Contribuição africana
No passado em Cañete foram estabelecidas numerosas fazendas e para trabalhar nelas um grande número de escravos africanos foram trazidos, que contribuíram com seus costumes para o folclore da área. No distrito de San Luis, ainda vive uma das mais famosas colônias negras do Peru, descendentes daqueles trazidos da África para o trabalho agrícola em épocas passadas. Eles deram e deram ao país personagens famosos no mundo dos esportes, da arte e da ciência. Instrumentos musicais, danças, ditos, refeições e costumes que foram entrelaçados no enredo da alma peruana.

### Festividades
- 22 de janeiro: San Vicente Mártir.
- Fevereiro (primeiro sábado): Dia do Pisco sour.
- Março - Abril: Semana Santa.
- Maio - Madre del Amor Hermoso.
- Julho (quarto domingo): Dia do Pisco.
- 12 de agosto: Dia da Arte Negra.
- Última semana de agosto: Semana Turística de Cañete
- Outubro e novembro: Senhor dos Milagres

## Geografia

### Localização
A cidade de San Vicente de Cañete está localizada a 144 km da cidade de Lima, às margens do rio Cañete, a uma altitude de 40 metros acima do nível do mar.

### Clima
Tem quase total ausência de precipitação, principalmente com alta umidade atmosférica e cobertura de nuvens. Com temperaturas máximas, que nos meses de verão chegam a 32°C, no inverno o máximo de 21°C e mínimo no verão chega a 20°C e no inverno de 13°C.
De abril a outubro, a cidade tem um clima úmido e sem precipitações, totalmente diferente de Lunahuaná (já que está a apenas 45 km).

## Esporte
No litoral central tem uma equipe de futebol profissional chamada Atlético Independiente de Cañete fundada em 1938, que atualmente joga na Copa Peru. Este time joga em casa no Estadio Roberto Yañez com capacidade para 5.000 mil espectadores e entre suas principais realizações incluem a participação na segunda divisão entre 1983-1989 e o campeonato da Liga Departamental de Lima em 1980. Seu rival clássico é o Club Deportivo Walter Ormeño, do distrito de Imperial (Capital Comercial de Cañete).
A província de Cañete possui vários estádios, como o Estádio Roberto Yañez, atualmente em obras, ampliando sua capacidade para 15 mil pessoas. O Estadio Óscar Ramos Cabieses de Imperial pertence ao Club Walter Ormeño, também conhecido "El León del Óscar Ramos".